# Bronzen snuitkever
De bronzen snuitkever, gevlekte snuittor of grauwbruine bladsnuittor (Strophosoma melanogrammum) is een keversoort uit de familie snuitkevers (Curculionidae). De soort leeft in Europese loof- en naaldbossen en leeft van bladeren, knoppen en jonge scheuten.

## Beschrijving
De bronzen snuitkever heeft een gedrongen lichaam en is 4–5,5 mm groot. Het zwarte exoskelet is bedekt met bruine schubben. In het midden van de dekschilden, tegen het halsschild, ontbreken deze schubben. Hierdoor is de zwarte brede streep zichtbaar waaraan de kever zijn wetenschappelijke naam aan dankt; melano is Latijn voor 'zwart' en gramme is het Oudgriekse woord voor 'lijn'. De dekschilden zijn bezet met rijen zwarte stippen.

## Verspreiding en levenswijze
De bronzen snuitkever is inheems in Europa en komt er wijdverbreid voor in loof- en naaldbossen en open boomrijke gebieden.
De volwassen kever is vanaf eind april op een grote verscheidenheid aan boomsoorten te vinden, waar hij zich voedt met bladeren, knoppen en jonge scheuten. De bronzen snuitkever is een triploïde keversoort die zich parthenogenetisch voortplant. De eieren worden in de bodem gelegd, waarna na tien tot vijftien dagen de larven uitkomen. Zij blijven in de grond en voeden zich met wortels van kruidachtige planten als ridderzuring (Rumex obtusifolius) en bochtige smele (Avenella flexuosa). In augustus vindt de verpopping plaats. De kevers van het voorgaande jaar sterven in september of oktober, terwijl de nieuwe generatie overwintert.